# Clavicloniaceae
Clavicloniaceae, porodica crvenih algi nastala revidiranjem porodice Acrotylaceae i opisana 2021dio reda Gigartinales. Postoje tri roda sa šest vrsta

## Rodovi
1. Amphiplexia J.Agardh 2
2. Antrocentrum Kraft & Min-Thein 3
3. Claviclonium Kraft & Min-Thein 1